# Mill Hill

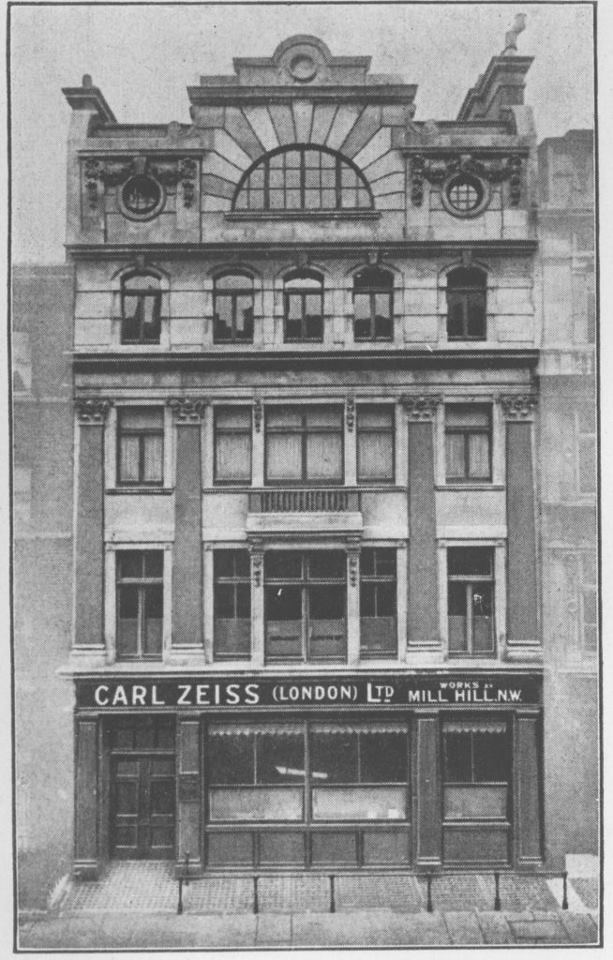

Mill Hill – dzielnica Londynu położona 14 km na północny zachód od Charing Cross w okręgu London Borough of Barnet w hrabstwie ceremonialnym Wielki Londyn. W Mill Hill znajduje się obserwatorium astronomiczne University of London W 2011 roku dzielnica liczyła 18 451 mieszkańców.